# Одесский завод сельскохозяйственного машиностроения
Одесский завод сельскохозяйственного машиностроения (укр. Одеський завод сільськогосподарського машинобудування) - промышленное предприятие в Украине.

## История

### 1854 - 1917
Завод "Акционерного общества И. И. Гена" был основан в 1854 году, он производил и ремонтировал сельскохозяйственные машины и инвентарь (различные плуги, жнейки, соломорезки, кукурузные молотилки и др.).
Рабочие завода принимали активное участие в революции 1905 года - в 1905 году они бастовали в течение девяти недель, но после ареста стачечного комитета в июне 1905 года полиция и казаки разогнали рабочих выстрелами.
После начала первой мировой войны завод был привлечен к исполнению государственных военных заказов и в 1914 - 1916 гг. выполнял заказы военного ведомства.
19 марта 1917 года по решению Одесского Совета на промышленных предприятиях Одессы (в том числе, на заводе И. И. Гена) был введён 8-часовой рабочий день. В дальнейшем, под руководством А. Попова и А. М. Трофимова на заводе был создан отряд Красной гвардии, ставший одним из наиболее боеспособных отрядов Красной гвардии в Одессе.

### 1918 - 1991
После Октябрьской революции завод был национализирован. Во время гражданской войны предприятие пострадало, но в 1920 году началось восстановление завода. В 1922 году завод получил новое название: Одесский завод сельскохозяйственного машиностроения имени Октябрьской революции.
С 1926 года завод начал выпускать тракторные плуги.
В дальнейшем завод был реконструирован и расширен: в 1929 - 1940 были построены литейный цех, ремонтно-механический цех, механосборочный цех, установлены и введены в эксплуатацию конвейерные поточные линии.
К началу 1939 года завод входил в число крупнейших предприятий машиностроения Одессы.
К началу Великой Отечественной войны на заводе действовали литейный цех, ремонтно-механический цех, метизный цех и механосборочный цех, предприятие выпускало конные и тракторные плуги нескольких типов (в том числе, кустарниковые, болотные и плантажные), бороны, культиваторы, лущильники, канавокопатели, свеклоподъемники и другие почвообрабатывающие машины.
В начале июля 1941 года в Одессе началось создание истребительных батальонов и частей народного ополчения, в которые вместе с рабочими других одесских предприятий вступили две тысячи рабочих завода Октябрьской революции. Они прошли военную подготовку без отрыва от производства (в виде ежедневных занятий продолжительностью 2-3 часа) и участвовали в обороне Одессы.
В связи с приближением к городу линии фронта оборудование завода было эвакуировано в город Рубцовск Алтайского края, где стало базой для создания завода «Алтайсельмаш». Во время войны предприятие выпускало продукцию военного назначения, а также конные и тракторные плуги.
В ходе боевых действий завод пострадал, а во время оккупации - был полностью разрушен румынскими оккупантами, но уже в 1944 году началось восстановление и техническое перевооружение предприятия.
В 1946 - 1953 гг. на заводе были организованы поточные линии по производству лемехов, создана линия агрегатных станков по обработке полос рам, стоек предплужника и основного корпуса плуга.
В 1947-1949 гг. завод освоил выпуск чугунного листа, который нашёл широкое применение в качестве кровельного материала (в 1951 году за разработку и освоение процесса получения тонкого листа непосредственно из жидкого чугуна инженер завода Е. Г. Николаенко и вагранщик К. Т. Гетман стали лауреатами Сталинской премии).
С 1944 по 1954 год завод изготовил свыше 300 тыс. почвообрабатывающих машин.
В 1954 году при заводе был открыт вечерний филиал станкостроительного техникума.
В результате увеличения производственных мощностей, в 1959 - 1973 годы объём валовой продукции завода увеличился в 3,2 раза.
В 1966 году завод им. Октябрьской революции был награждён орденом Трудового Красного Знамени.
В 1969 году завод начал выпуск плуга-рыхлителя ПРВН-1,5, почвоуглубителей ПРБ-27000 и ПКШ-13000 и лозоукладчика ПРВН-9000.
В 1972 году завод начал выпуск четырехкорпусного навесного челночного плуга-рыхлителя ПЧС-4-35 для вспашки и рыхления почвы на горных, приовражных и прибалочных склонах.
В 1973 году завод стал головным предприятием производственного объединения "Одессапочвомаш" (в состав которого вошли также завод "Ждановсельмаш", завод сельхозмашин в Каменец-Подольском, головное специализированное конструкторское бюро и строительно-монтажное управление). В том же 1973 году завод начал выпускать универсальный навесной культиватор-плоскорез КПУ-400 и универсальную высадко-посадочную машину ВПУ-4. В следующие годы автоматизация и механизация производственных процессов продолжалась.
В 1977 году завод начал выпускать плуг-рыхлитель ПРВМ-3 для вспашки виноградников (агрегатировался с гусеничными тракторами типа Т-54В, ДТ-75, ДТ-75М, Т-74 и Т-4).
В 1978 году перед центральным входом на завод был установлен памятник воинам-ЗОРовцам, погибшим в годы Великой Отечественной войны (скульптор В. Соколовский, архитектор А. Донец).
В советское время завод входил в число крупнейших предприятий сельскохозяйственного машиностроения СССР, к концу 1980-х годов основной продукцией завода являлись почвообрабатывающие машины (плуги, бороны, культиваторы и др.), а также запасные части к сельскохозяйственной технике.

### После 1991
После провозглашения независимости Украины завод стал крупнейшим предприятием-производителем сельскохозяйственных машин на территории Украины. В дальнейшем, на базе завода было создано открытое акционерное общество «Одесский завод сельскохозяйственного машиностроения».
1 сентября 1993 года находившееся на балансе завода ПТУ № 34 (с мастерскими и столовой) передали в коммунальную собственность города.
В августе 1997 года завод был включён в перечень предприятий, имеющих стратегическое значение для экономики и безопасности Украины.
Позднее собственником завода стало открытое акционерное общество «Одессельмаш». 2006 год завод завершил с прибылью 212 тыс. гривен.
Начавшийся в 2008 году экономический кризис осложнил положение завода, но 1 июля 2008 года "ПриватБанк" открыл для предприятия возобновляемую кредитную линию на 14,46 млн. долларов США (30 июля 2008 года завод получил первый транш в размере 149 226,3 доллара).
2009 год завод завершил с чистым убытком в размере 11 млн. 268 тыс. гривен.
В 2012 году инспекцией государственного архитектурно-строительного контроля Одесской области было установлено, что на заводской территории возведены объекты самовольной застройки.
К началу 2013 года завод находился в глубоком кризисе.
В феврале 2013 года было объявлено о намерении использовать территорию завода для строительства к «Евробаскет-2015» спортивного комплекса в форме гигантской шайбы диаметром 110 метров, спонсором строительства должен был стать И. В. Коломойский, но этот проект остался нереализованным.
2015 год завод завершил с чистым убытком 60,79 млн гривен (что на 7% больше по сравнению с 2014 годом).